# Bryum acutifolium
Bryum acutifolium là một loài Rêu trong họ Bryaceae. Loài này được (Thér.) Arts mô tả khoa học đầu tiên năm 1996.